# Cuadrilla de Abajo
La Cuadrilla de Abajo (1785-1833) fue una división administrativa histórica de España durante el Antiguo Régimen. Una de las cuatro Cuadrillas burgalesas que formaban el Condado de Treviño en Castilla la Vieja, Intendencia de Burgos. Las otras tres cuadrillas eran Val de Lauri, río Somoayuda y Val de Tobera.
Comprendía los siguientes ocho lugares, jurisdicción del Conde de Treviño, a saber: Arayco, Burgueta, Cucho, Grandival, Muergas, Ozalla, Pangua y San Esteban.

## Bibliografía

Treviño, Burgos. Enclavado totalmente en tierras alavesas.